# Julien Temple
Julien Andrew Temple (Kensington, 26 de novembro de 1953) é um diretor de cinema britânico. Formado no King's College, iniciou sua carreira desenvolvendo documentários e vídeos musicais para a banda Sex Pistols, seguindo com trabalhos para Janet Jackson, Culture Club e Depeche Mode. Nos cinemas, foi responsável por obras como The Great Rock 'n' Roll Swindle (1980) e Bullet (1996) e The Filth and the Fury (2000). Em 1987, em "honra às suas realizações na arte dos videoclipes e profundo impacto na cultura popular", recebeu o troféu Michael Jackson Video Vanguard Award no MTV Video Music Awards (VMA).